# Leonardo Pereira da Silva
Leonardo Pereira da Silva (Picos, 13 de junho de 1974 — Recife, 1 de março de 2016) foi um futebolista brasileiro que jogava como atacante.

## Carreira
Iniciou sua carreira na Sociedade Esportiva de Picos, sendo campeão piauiense de 1991 (primeiro título estadual do clube). Mas, foi no Sport Club do Recife que ele se destacou, atuando em 367 partidas, atuando num total de 11 temporadas, nos anos de 1992 até 1996 (até a terceira partida do Campeonato Pernambucano), de 1997 à 2001 e em 2004. Ídolo do Leão da ilha é o terceiro maior artilheiro do clube com 136 gols; artilheiro do Campeonato Pernambucano de Futebol de 1997, com 14 gols; e em 1999, com 24 gols. Em 2000, dividiu a artilharia da competição com Taílson (13 gols cada). Ganhou o Campeonato Pernambucano de Futebol em 1992, 1994, 1996, 1997, 1998, 1999 e 2000, e por duas vezes sagrou-se campeão da Copa do Nordeste de Futebol (1994 e 2000). Em 1995 ainda atuando pelo Sport, disputou pela pela, Seleção Brasileira Sub-23, o Torneio Internacional de Toulon onde se sagrou campeão de forma invicta ao lado dos companheiros de clube: Adriano e Juninho Pernambucano. E depois jogou pelo Vasco da Gama no mesmo ano.
Defendeu também Corinthians, Palmeiras, Cruzeiro, Vitória, América Mineiro, Belenenses, Santa Cruz, Paysandu, Guarany de Sobral, Treze, Picos (mesma equipe onde começou a jogar profissionalmente), Central, Salgueiro, Sete de Setembro e Cametá. Encerrou a carreira em 2012, jogando pelo Afogadense.
Seu último trabalho foi como auxiliar-técnico das categorias de base do Sport de 2014 até 2016.

## Títulos
Cametá
- Campeonato Paraense: 2012

Sport
- Campeonato Pernambucano: 1992, 1994, 1996, 1997, 1998, 1999, 2000[2]
- Copa do Nordeste: 1994, 2000[10]

Picos
- Campeonato Piauiense: 1991

Vasco da Gama
- Torneio Palma de Mallorca: 1995

Seleção Brasileira
- Torneio Internacional de Toulon: 1995 [11]

## Estatísticas na Carreira
366 jogos, 108 gols
|                     |                              | J   | GM | ASS |
| ------------------- | ---------------------------- | --- | -- | --- |
| Afogadense          | [2012]                       | 0   | 0  | 0   |
| Cametá              | [2011>2012]                  | 0   | 0  | 0   |
| Sete de Setembro-PE | [2010]                       | 1   | 1  | 0   |
| Salgueiro           | [2009]                       | 0   | 0  | 0   |
| Central             | [2008]                       | 6   | 0  | 0   |
| Picos               | [1990>1992, 2007]            | 2   | 2  | 0   |
| Guarany de Sobral   | [2005>2007]                  | 0   | 0  | 0   |
| Treze               | [2006]                       | 2   | 0  | 0   |
| Santa Cruz          | [2005]                       | 26  | 4  | 0   |
| Paysandu            | [2004]                       | 30  | 5  | 0   |
| Sport               | [1992>1995, 1997>2001, 2004] | 156 | 58 | 0   |
| Belenenses          | [2003/2004]                  | 13  | 5  | 0   |
| América Mineiro     | [2003]                       | 10  | 4  | 0   |
| Vitória             | [2002]                       | 19  | 0  | 0   |
| Cruzeiro            | [2001>2002]                  | 30  | 8  | 0   |
| Palmeiras           | [1996]                       | 19  | 4  | 0   |
| Corinthians         | [1996]                       | 26  | 8  | 0   |
| Vasco               | [1995]                       | 26  | 9  | 0   |

## Morte
Em fevereiro de 2016, Leonardo sentiu-se mal e foi internado no Hospital da Restauração, em Recife, e os exames descobriram uma lesão cerebral expansiva, na região do lobo parietal esquerdo. Após 1 mês internado com um quadro de neurocisticercose, o ex-atacante faleceu em 1º de março de 2016, aos 41 anos, por falência múltipla de órgãos.